# Sălașu de Jos, Hunedoara
Sălașu de Jos este un sat în comuna Sălașu de Sus din județul Hunedoara, Transilvania, România.

## Lăcașuri de cult

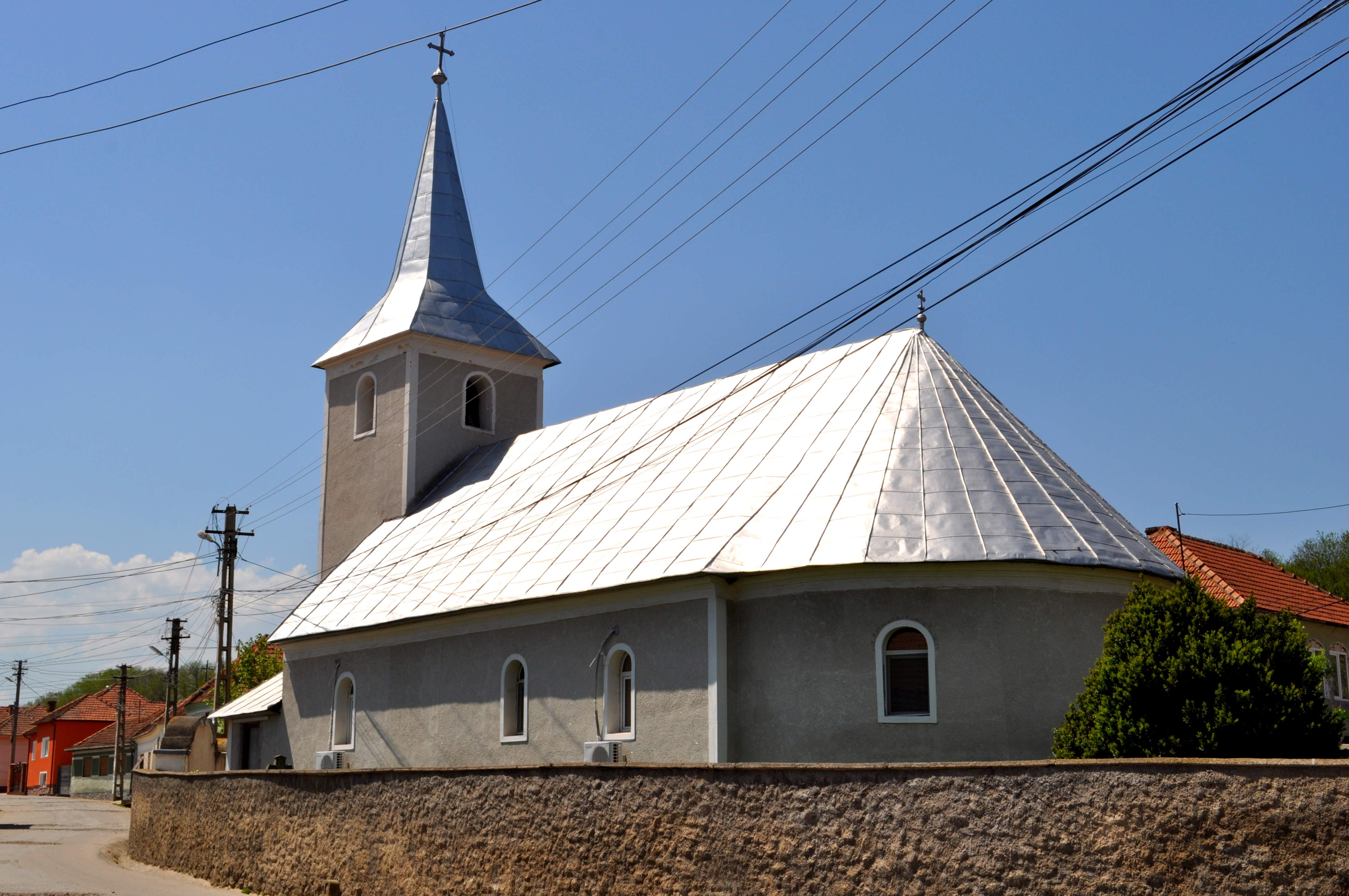
Biserica „Sfântul Mare Mucenic Gheorghe”

În mijlocul satului Sălașu de Jos se înalță biserica „Sfântul Mare Mucenic Gheorghe”, construită între anii 1863-1865, în timpul păstoririi preotului Iosif Georgiță. Este un edificiu de plan dreptunghiular, cu absida semicirculară ușor decroșată. Un turn cu fleșă zveltă, prevăzut, pe latura sa din partea de sud  cu o încăpere anexă scundă, străjuiește intrarea apuseană în sfântul lăcaș. La acoperiș s-a folosit integral tabla. Afectat în 1883 de un incendiu devastator, lăcașul a fost renovat în 1901; alte reparații s-au desfășurat în anii 1992 și 2008. Până în 1948 biserica a deservit liturgic obștea unită locală. O înaintașă a sa, figurată pe harta iosefină a Transilvaniei, fusese construită pe un deal din sudul localităţii, în secolul al XVII-lea.

## Personalități
- Gavril Coroescu (1878 - 1959), deputat în Marea Adunare Națională de la Alba Iulia 1918

## Imagini

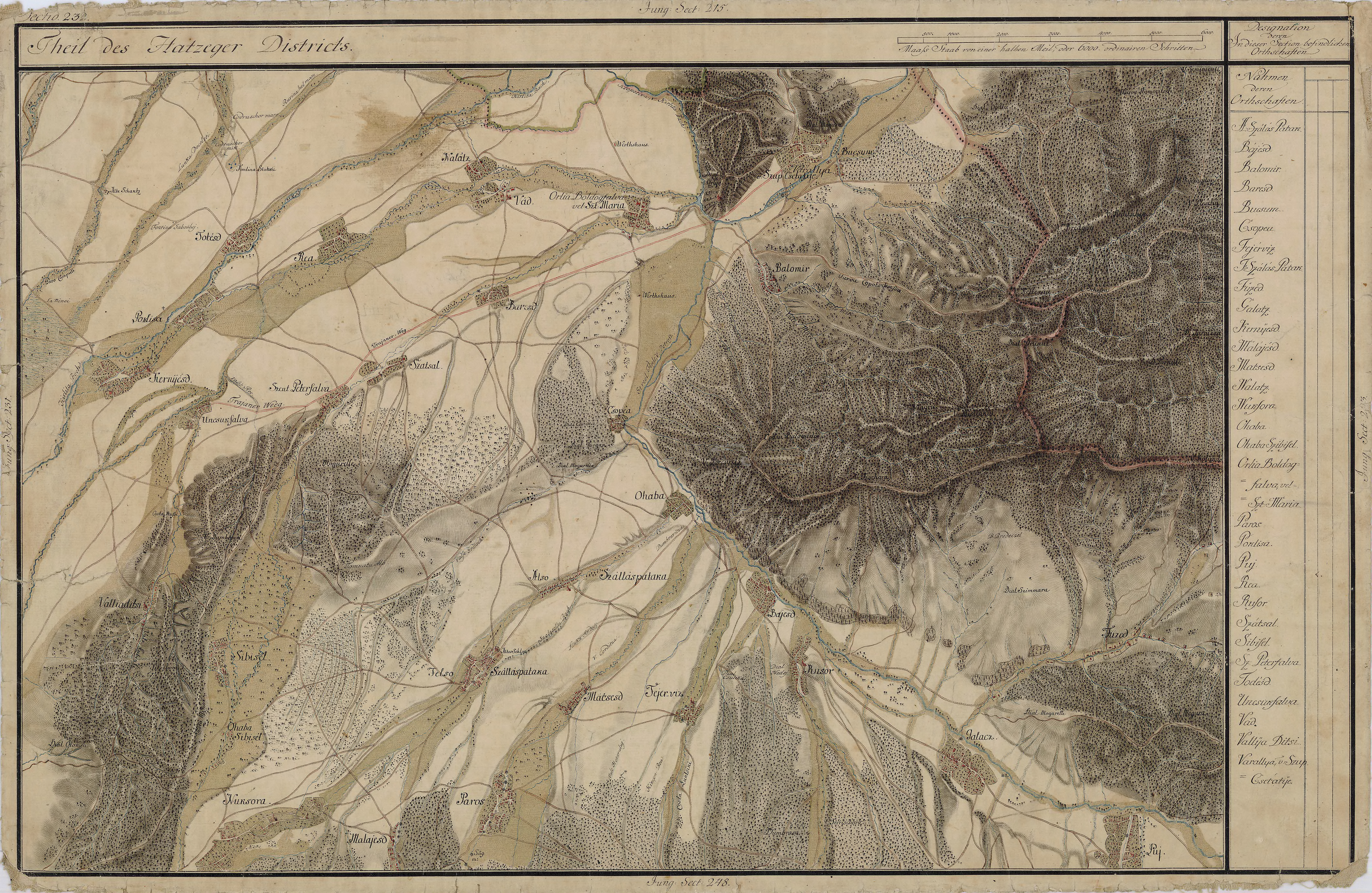
Sălașu de Jos în Harta Iosefină a Transilvaniei, 1769-1773
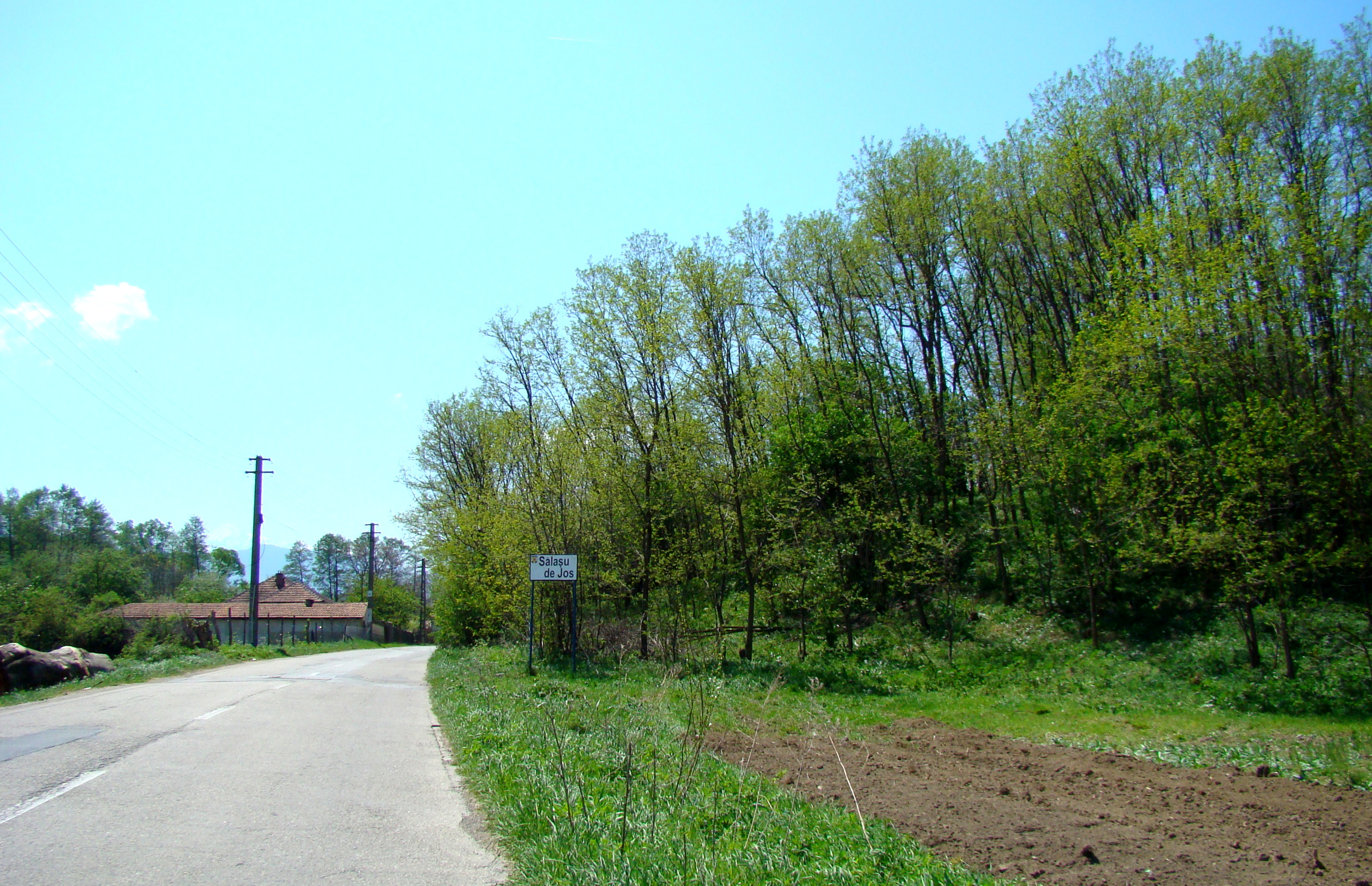
Intrarea în localitate